# 弹劾共产党案
弹劾共产党案是國共合作後一些擔憂中國共產黨活動的中國國民黨黨員發起的弹劾案。

## 歷史
第一次国共合作建立后，中國國民黨內部始終有人對國共合作持反對意見。国民党一大闭幕不久，中國国民党黨員冯自由、邓泽如等召集50余人开会，他們主張讓中國共产党党员退出中國国民党，孙中山得知此事后，批評了冯自由等人，甚至表示如果不同意國共合作可以退出中國國民黨。1924年6月，孙科、邓泽如、张继、何世礼、谢持等又先后向中國国民党中央执行委员会和孙中山提出“弹勃共产党案”，要求共产党员退出国民党。他們表示中國共产党党员加入中國国民党嚴重不利於于中國国民党的生存发展，所以绝对不宜党中有党。鲍罗廷對彈劾案表示反對。7月，中國国民党中央执行委员会举行会议，通过了《中国国民党关于党务宣言》，提出要維護国共合作。不過當時北京、上海、广州等地的国民党黨員依然上书孙中山，要求將共产党员开除出國民黨。1924年8月，国民党召开一届二中全会讨论了“弹刻共产党案”，经过争论，会议决定在國民黨中央执行委员会内设立“国际联络委员会”，加强国民党同共产国际的联系。会后中國国民党中央执行委员会发表了《有关容纳共产分子问题之训令》，批评反对联俄容共的言论。